# Catapyrenium daedaleum
Catapyrenium daedaleum är en lavart som först beskrevs av Kremp., och fick sitt nu gällande namn av Stein. Catapyrenium daedaleum ingår i släktet Catapyrenium och familjen Verrucariaceae.  Arten är reproducerande i Sverige. Inga underarter finns listade i Catalogue of Life.